# Verseg
Verseg là một thị trấn thuộc hạt Pest, Hungary. Thị trấn này có diện tích 29,58 km², dân số năm 2010 là 1329 người, mật độ 45 người/km².